# نارسيسو سيرا
نارسيسو سيرا (بالإسبانية: Narciso Serra)‏ هو كاتب مسرحي وشاعر إسباني، ولد في 24 فبراير 1830 في مدريد في إسبانيا، وتوفي بنفس المكان في 26 سبتمبر 1877.